# Feniletanolammina N-metiltransferasi
La feniletanolammina N-metiltransferasi è un enzima appartenente alla classe delle transferasi, che catalizza la seguente reazione:
S-adenosil-L-metionina + feniletanolammina ⇄ S-adenosil-L-omocisteina + N-metilfeniletanolammina
Agisce su varie feniletanolammine; converte la noradrenalina in adrenalina.